# Testament doktora Mabuse
Testament doktora Mabuse (niem. Das Testament des Dr. Mabuse) – niemiecki kryminał z roku 1933 w reżyserii Fritza Langa.
Jest kontynuacją nakręconego w 1922 Doktora Mabuse, natomiast sequelem Testamentu... jest Tysiąc oczu doktora Mabuse z 1960. Wielu członków obsady (np. Otto Wernicke jako komisarz Karl Lohmann) i ekipy technicznej brało udział w realizacji poprzednich filmów Langa.
Testament doktora Mabuse powstał w oparciu o powieść Norberta Jasquesa pt. Mabuses Kolonie. Po dojściu do władzy narodowych socjalistów dystrybucja filmu została zakazana w Niemczech.